# Проблема карликових галактик

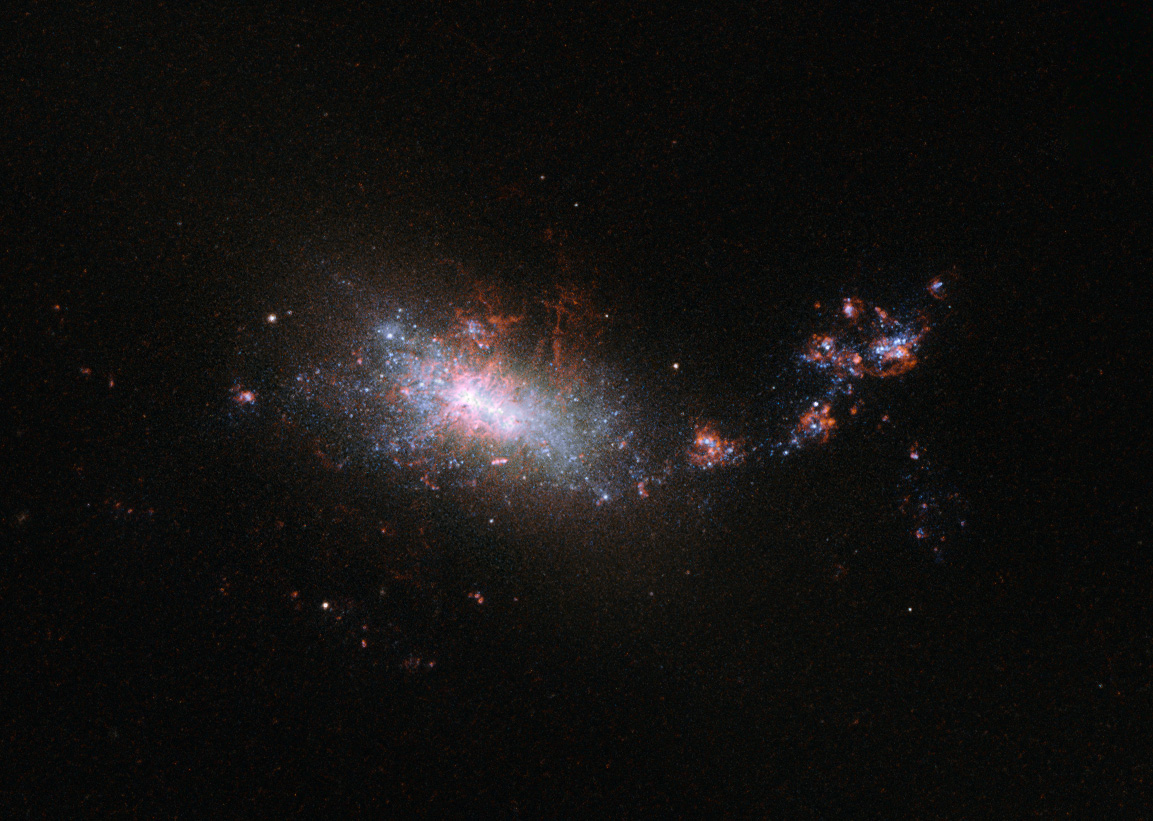
Карликова галактика NGC 1140.

Проблема карликових галактик, також відома як проблема зниклих супутників, виникає через невідповідність між спостережуваною кількістю карликових галактик і даними чисельних космологічних симуляцій без зіткнень, які моделюють еволюцію розподілу матерії у Всесвіті. У симуляціях темна матерія скупчується ієрархічно, утворюючи «згустки» гало. Причому, кількість цих згустків зростає зі зменшенням їх розмірів. Однак, хоча здається, що існує достатньо спостережуваних галактик нормального розміру, щоб відповідати змодельованому розподілу гало темної матерії порівнянної маси, кількість спостережуваних карликових галактик на порядки менша, ніж прогнозована в симуляції.

## Приклади
В Місцевій групі спостерігається близько 38 карликових галактик, і лише близько 11 з них обертаються навколо Чумацького Шляху, хоча симуляції темної матерії показують, що їх кількість мала становити близько 500.

## Можливі пояснення феномену
Існує дві основні альтернативи, які можуть пояснити таку різницю між спостереженнями та результатами моделювань: менші за розміром згустки темної матерії можуть бути нездатними притягнути та/або утримати баріонну матерію, необхідну для формування зір, або, після того, як вони сформуються, карликові галактики можуть бути швидко поглинені більшими галактиками, навколо яких вони обертаються.

### Баріонна матерія надто розріджена
Одне з припущень полягає в тому, що менші гало дійсно існують, але лише деякі з них стають видимими, тому що вони не можуть притягнути достатньо баріонної матерії для формування видимої карликової галактики. На підтвердження цього, у 2007 році телескопи обсерваторії Кека спостерігали вісім нещодавно відкритих надслабких карликових супутників Чумацького Шляху, шість із яких на 99,9 % складалися з темної матерії (зі співвідношенням маса-світність приблизно 1000).

### Рання «загибель» карликових галактик
Інша версія полягає в тому, що карликові галактики можуть мати тенденцію до злиття з галактиками, навколо яких вони обертаються, незабаром після зореутворення, або до швидкого розриву на частини і приливного розривання більшими галактиками через складну орбітальну взаємодію[джерело?].
Приливне розривання також могло бути частиною проблеми виявлення карликових галактик, в першу чергу тому, що пошук карликових галактик є надзвичайно складним завданням, оскільки вони, як правило, мають низьку поверхневу яскравість і дуже розсіяні — настільки, що візуально майже зливаються з іншими зорями[джерело?].